# Ischia
|  | Aquest article tracta sobre l'illa. Si cerqueu el municipi homònim, vegeu «Ischia (municipi)». |

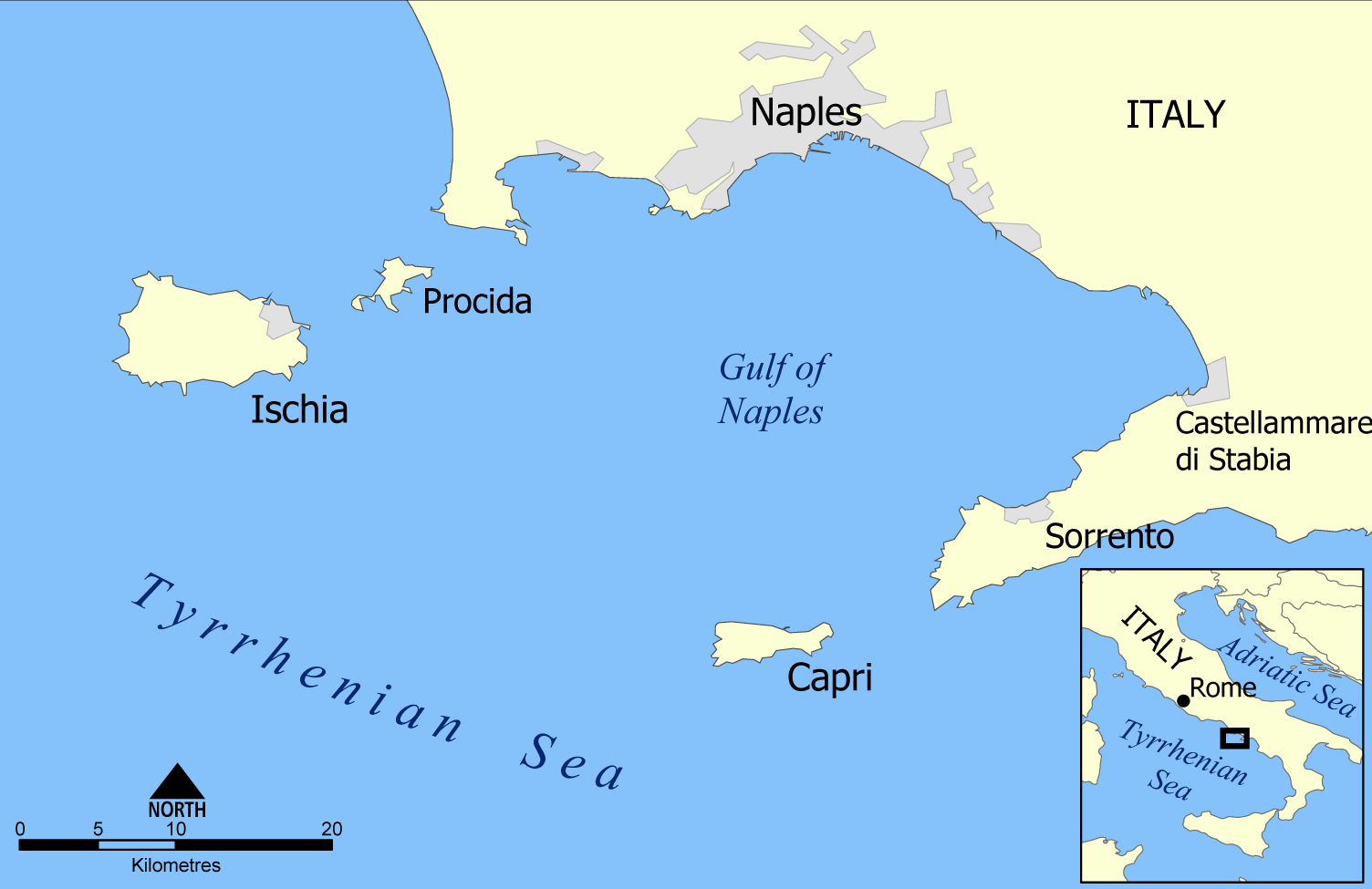
Mapa de situació en què es pot veure la proximitat de l'illa amb el continent.

Ischia (pronunciat segons AFI:/'Is.ki.a/; en català antic anomenada Iscla) és una illa d'Itàlia que tanca pel nord-oest la badia de Nàpols. Al mig de l'illa hi ha un cim de 769 metres, el Mont Epomeu. El nucli principal de població es diu també Ischia, el qual es troba al nord-est de l'illa. Està separada de l'illa de Procida (a l'est d'Ischia) pel canal de Procida. En època clàssica es va dir Pithekoussai (en grec Πιθηκούσσαι) i també Aenaria.

## Noms i etimologies
Els llatins anomenaven aquesta illa Pithecusa, nom que la tradició fa derivar del terme grec pithos («gerro»), i voldria dir «l'illa dels gerros». Una altra interpretació, encara que fantasiosa, relaciona el nom amb pithekos («simi»), una explicació que té a veure amb el mite dels Cercops, els habitants de les illes flegrees que Zeus va transformar en micos. També s'ha proposat que el nom vulgui expressar una característica de la vegetació de l'illa i podria derivar dels termes: Pitueois («abundant en pins»), o de pituis («pinya»), o de pitta («resina»), una substància important emprada antigament per segellar i impermeabilitzar les àmfores que contenien vi i es transportaven en vaixells. L'expressió insula visca, deriva de l'adjectiu grec (v)ixos («enganxós») amb la pèrdua de la “v” inicial, podria ser un probable origen del nom actual "Ischia”. Un cas semblant es pot veure en la vila d'Herculà, que també està envoltada de pins, i antigament era coneguda a nivell popular com "La Resìna", potser una reminiscència d'un antic mercat d'aquest producte. Un altre cas semblant es troba en el topònim "Pizzo", a Calàbria, d'on precedia la resina de millor qualitat, (en italià “pece brettia”) obtinguda dels pins de l'altiplà de Sila.
El nom apareix escrit per primera vegada en una carta de l'any 812, en la qual el papa Lleó III informava l'emperador Carlemany d'una devastació ocorreguda a l'àrea, anomenant-la Iscla maior. Alguns estudiosos han relacionat el terme amb la paraula d'origen semític I-schra, («illa negra»), que no és gaire acceptable, ja que les roques i la sorra que hi ha és totalment blanca. D'altra banda, els fenicis van freqüentar l'illa, cosa provada arqueològicament, i haurien pogut ser els portadors d'una paraula semítica.
El nom Aenaria, emprat també pels llatins, està relacionat amb els tallers de metal·lúrgia (de aenus) que hi havia a la costa oriental, sota el lloc on ara està el castell.

## Geografia
En forma aproximada de trapezi, l'illa dista unes 18 milles marines de la ciutat de Nàpols. Té una llargada de 10 km d'est a oest i 7 de nord a sud, amb una superfície de gairebé 46,3 km² i una línia costanera de 34 km. El punt més elevat és el Mont Epomeo, de 788 m, situat al bell mig de l'illa. Aquest mont es va formar per un volcà submarí que, després d'expulsar material del seu interior, es va esfondrar fa 100.000 anys.
Estrabó va escriure que Timeu, un historiador grec del segle iv aC, havia tingut notícia d'un tsunami ocorregut a Ischia poc abans del seu temps.
L'activitat volcànica a Ischia ha estat generalment caracteritzada per erupcions no gaire consistents i molt distanciades en el temps. Després de les erupcions en època grega i romana, la darrera ocorreguda el 1301 en el sector oriental de l'illa amb una breu colada (Arso) que va arribar fins a la mar.
Diverses parts del seu litoral estan compreses dins l'àrea marina protegida Regno di Nettuno (Regne de Neptú).

## Poblacions
La població està repartida en els següents municipis, tots ells dependents administrativament de la ciutat metropolitana de Nàpols:
|   | Nom                | Extensió  | Habitants | Densitat |
| - | ------------------ | --------- | --------- | -------- |
| 1 | Ischia             | 8,14 km²  | 18.828    | 2.313,02 |
| 2 | Barano d'Ischia    | 10,96 km² | 10.083    | 919,98   |
| 3 | Casamicciola Terme | 5,85 km²  | 8.361     | 1.429,23 |
| 4 | Forio              | 13,08 km² | 17.600    |          |
| 5 | Lacco Ameno        | 2,08 km²  | 4.783     | 2.299,52 |
| 6 | Serrara Fontana    | 6,44 km²  | 3.205     | 497,67   |

L'11 de novembre del 2001, es va crear una associació en defensa de la idea d'un municipi únic a l'illa, format per la unió de tots els existents. El referèndum opular es va celebrar el 5 i 6 de juny 2011, però la proposta no va obtenir el quorum necessari.

## Història

### Antiguitat
L'illa d'Ischia va estar habitada des del Neolític i així ho demostren les troballes de Punta Imperatore, al districte de Panza, al sud-oest de l'illa.
El descobriment fortuït de parets seques, el 1989 després d'un lliscament de terra a un indret anomenat Chiarito, del districte de Panza, va donar impuls entre el 1993 i el 1995, a uns treballs d'excavació que van permetre el descobriment d'una antiga granja grega en mans dels agricultors rics, com ho demostra la bona qualitat dels recipients que s'hi van trobar. Aquest descobriment ha permès anticipar el desembarcament dels primers colons grecs uns vint anys abans de la hipòtesi original, que és del voltant els anys 790 o 780 aC. Inicialment es pensava que el desembarcament s'hauria produït pel lloc anomenat Monte Vico, de l'actual municipi de Lacco Ameno, on uns colons procedents d'Eubea i Calcis haurien arribat al segle viii aC i haurien establert un punt d'intercanvi comercial amb els etruscs del continent.
Uns vint anys després del primer desembarcament, ja s'havia ocupat bona part de l'illa amb la fundació de la colònia de Pithecusa, el centre principal de la qual estaria sobre el Mont Vico, a la zona nord de l'illa, de cara al continent per fer més ràpid l'intercanvi comercial. A través del seu port es va mercadejar sobretot amb ferro i en el període de màxima esplendor tenia uns 10.000 habitants.
El 1953, a la necròpoli de San Montano a Lacco Ameno, l'arqueòleg alemany G. Buchner va trobar la "copa de Nèstor", del 725 aC, que té inscrita una poesia.
El 474 aC l'illa va ser ocupada pel tirà de Siracusa Hieró I, com a part del seu projecte expansionista.

### Època romana
Al segle iv aC, després de les guerres samnites, l'illa va passar juntament amb Nàpols, sota domini romà, continuant amb la seva activitat comercial. En l'indret anomenat Carta Romana, vora el castell, es va descobrir una antiga foneria de plom i estany (d'on podria venir el nom d'Aenaria) i una antiga fàbrica de vaixelles de metall, on es van trobar lingots de plom amb inscripcions que indiquen procedència d'Hispània, i també estany i alguns objectes de ceràmica, que actualment s'exposen a la sala VIII del Museu Arqueològic de Pithecusae a Lacco Ameno. El lloc on es va trobar el taller està actualment a 5 o 7 metres sota el nivell del mar, enfonsat pel fenomen del bradisisme entre els anys 130-150.
En la seva llegenda, Virgili la va identificar amb Arime, una illa citada a la Ilíada (capítol II, 783), i on el poeta llatí va situar Enees fent escala en el seu viatge.
Aquí va trobar refugi Gai Mari perseguit per Sul·la. Després va voler castigar els napolitans per haver donat també refugi a Gai Mari i va eliminar l'illa de la província de Nàpols, posant-la sota l'administració directa de Roma. Temps després, August la va restituir a Nàpols.

### Època dels saqueigs

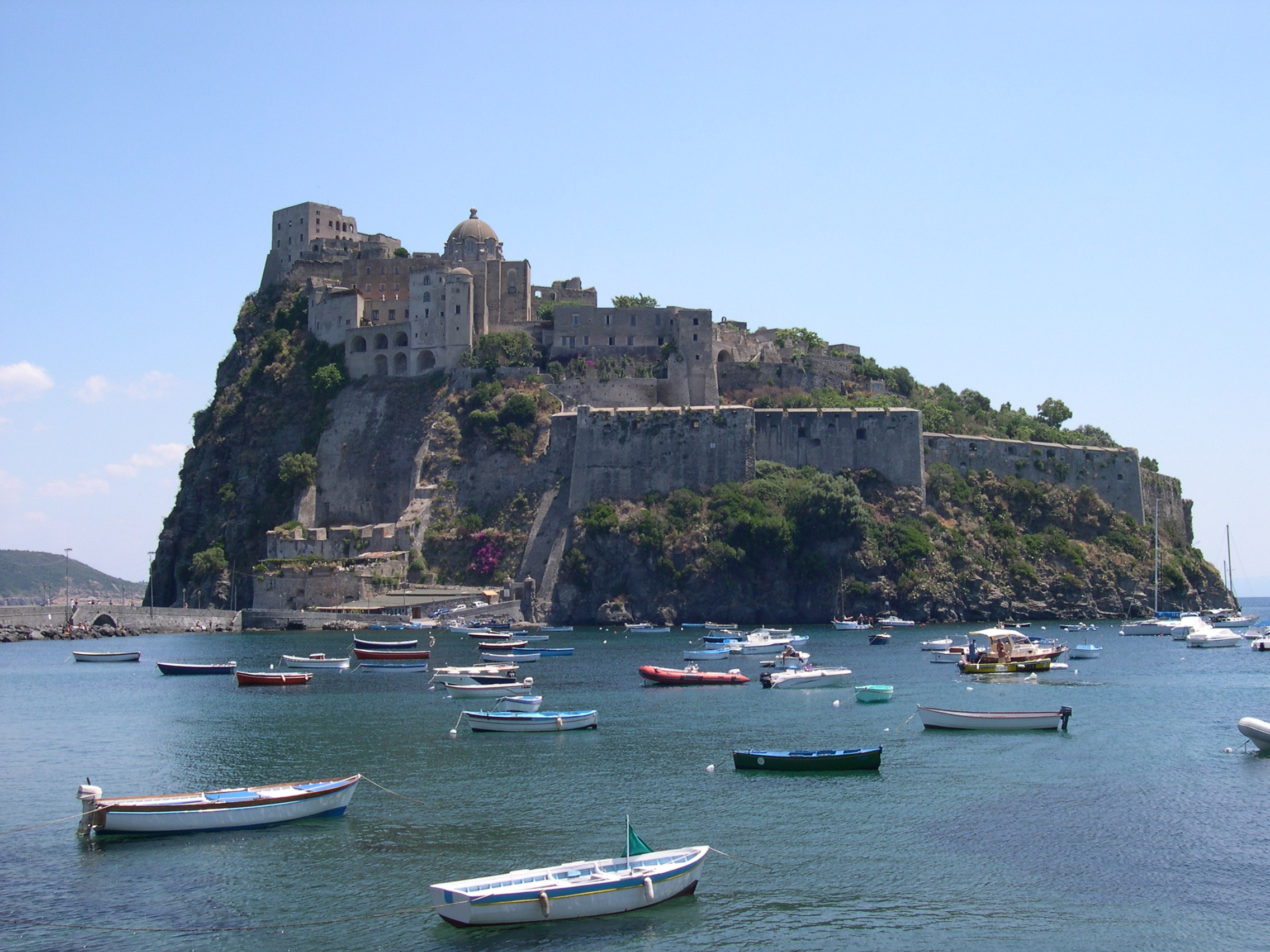
Castell d'Ischia

Amb la decadència de l'imperi, Ischia va estar amenaçada pels bàrbars: els visigots (cap al 410) i els vàndals (a partir del 430). El 476, amb la caiguda de l'Imperi d'Occident, Ischia va passar a ser domini d'Odoacre, mentre que el 493 va entrar a formar part, juntament amb tota la península Itàlica del regne ostrogot de Teodoric el Gran. Al voltant del 536 fou conquerida pels exèrcits romans d'Orient capitanejats per Belisari. Després e la reorganització consegüent a la invasió longobarda (568), Ischia va passar a ser part del ducat de Nàpols, un ducat romà d'Orient depenent de l'Exarcat d'Itàlia.
Entre el segle ix i el X l'illa va estar exposada als saqueigs del sarraïns: un dels quals (el del 812) és esmentat en una carta del papa Lleó III a Carlemany; un altre saqueig el 847, quan alguns navilis pirates refugiats a Ischia per una tempesta van ser destruïts pels sorrentins que anteriorment havien estat atacats; el darrer saqueig va ser el 991. Els sarraïns no estaven interessats a fer una conquesta permanent, preferien el saqueig a l'ocupació.
En conseqüència els ciutadans d'Isquia van desenvolupar diverses tècniques de resistència, la principal va ser la construcció d'un castell sobre una fortificació iniciada per Hieró I: quan albiraven embarcacions sarraïnes, avisaven fent sonar una "tofa"Els habitants d'Ischia tenien un a cada casa i quan algú la feia sonar, el so el repetien els altres arribant la notícia d'una llar a la següent per tota l'illa i llavors tothom es refugiava al castell o s'amagaven en grutes excavades.

### Normands i sueus
Fins al 1130 Ischia va dependre dels ducs de Nàpols fins que el 1135, el normand Roger I de Sicília va saquejar l'illa, que fou novament envaïda pel comte Tancred, el fill del qual Guillem fou vençut per Enric el Sever (el futur Enric VI). El 1194 genovesos i pisans van envair l'illa i, van ocupar el castell, deixant Ischia en mans d'Enric VI. La dinastia sueva va prendre el govern de l'illa el 1214.

### Els Anjou
Abans que Carles, duc d'Anjou, fos coronat rei de Nàpols, Ischia, que estava sota l'administració del comte de Ventimiglia després de la caiguda de Manfred, va ser envaïda per galeres pisanes amb l'objectiu de provocar un motí contra Carles I d'Anjou a favor de Conradí. No aconseguint el seu propòsit, els pisans es van dedicar a massacrar i robar els habitants. El rei Carles I, victoriós després de la batalla de Tagliacozzo (1268), va convocar els representants de les diferents cases de l'illa per qüestionar-los sobre la seva lleialtat al nou rei. Després va iniciar obres de fortificació del castell. El 1282 Joan de Pròixida va revoltar els sicilians contra aquest rei, que el papa no havia reconegut, per ser fill il·legítim. La gent d'Ischia, en saber la notícia, van passar al bàndol de Pere III d'Argó, casat amb l'única filla legítima de Manfred. En resposta a aquesta deslleialtat, Carles I va tornar a envair l'illa. El 1284, Ischia (anomenada Iscla en les cròniques catalanes) i Capri es rendeixen a l'estol de Roger de Llúria. Les galeres catalanes reclamen impostos als vaixells que arriben i surten s Nàpols. En el període 1285-1302, Ischia és ocupada per aragonesos i catalans.A la mort de Carles d'Anjou, va heretar el nebot, Carles Martell, ja que el fill, Carles II d'Anjou, estava pres en mans dels Aragó. Quan Carles II va ser alliberat en virtut dels tractats d'Oloron i de Canfranc (1289), el seu oncle li va tornar els territoris, però els illencs es van tornar a revoltar. El 1299 Carles II va enviar-hi 400 guerrers per reconquerir-la.
El gener del 1301 una terrible erupció va fer que molts habitants l'abandonessin, però cap al 1305 es va tornar a repoblar. El 1309 va succeir a Carles II, el seu fill Robert i a la seva mort va passar a Joan d'Aragó. Hi va haver una lluita per la successió entre Lluís d'Anjou i Carles III de Nàpols, tots dos designats hereus per la reina Joana I de Nàpols. Lluís va ocupar Ischia el 1385, que fou reconquerida l'any següent pel fill de Carles II, Ladislau I. A la seva mort, el va succeir la seva germana Joana II, sense descendència. Els barons van acudir llavors al fill de Lluís II de Provença, també dit Lluís, però Joana va recórrer a Alfons V d'Aragó.

### La corona d'Aragó
Alfons V d'Aragó va arribar a Ischia el 1423, per invitació de Michele Cossa, un ciutadà de l'illa i IV senyor de Procida. Va ocupar el castell, el va reestructurar i es van establir allà (des de llavors se l'anomena castell aragonès) esperant per conquerir Nàpols. El 1441, partint d'Ischia, va assetjar Nàpols on va poder entrar triomfalment el 26 de febrer del 1443. Per recompensar els illencs del suport que li havien donat, el sobirà els va concedir amplis favors. Va conferir el govern de l'illa a la seva estimada Lucrezia d'Alagno. Durant la seva estada, va transformar el bosc de Campotese i el de Piano Liguori en una reserva per caçar. Lucrezia d'Alagno, es va deixar assessorar per governar, pel seu cunyat Joan Torrelles. En morir el rei Alfons el 1458 havia d'heretar el seu fill il·legítim Ferran, però els barons napolitans i el mateix Torrelles van hissar la bandera dels Anjou. Lucrezia fou constreta a l'exili, mentre s'esperava l'arribada de Joan II d'Anjou. Ferran, desitjós de defensar els seus drets, va manar Alessandro Sforza que ocupés l'illa i que capturés a Torrelles. Ferran però, fou derrotat per Joan d'Anjou a Troia, a la Pulla, i es va refugiar al Castel dell'Ovo a Nàpols per poder tornar a Ischia. L'illa, mentrestant va ser tornada a ocupar per Torrelles, gràcies a l'ajut dels Cavallers de Rodes. Ferran encara no s'havia donat per vençut i va enviar Alessandro Sforza amb dues galeres cap a Ischia. Allà va trobar el suport d'alguns rebels i es va apoderar del castell. El 1494, moria Ferran i el seu fill Alfons II es preparava per enfrontar-se a Carles d'Anjou, rei de França, qui no va tardar a desplaçar-se a Itàlia. Alfons va abdicar a favor del seu fill Ferran II.
Carles VIII va aconseguir el suport de tot el regne de Nàpols, llavors Ferran II es va refugiar a Ischia, anaven amb ell la seva àvia paterna Isabel de Chiaramonte, la fillastra d'Isabel i cosina de Ferran, Joana, (amb la qui es casaria més endavant), Iñigo II d'Avalos, Giovanni Pontano i Jacopo Sannazzaro. Hi va restar un mes i després va emprendre viatge cap a Messina on l'esperava el seu germà. Va deixar Ischia en mans d'Avalos, marquès del Vasto, el qual es resistia a rendir-se a Carles VIII. El francès van encomanar a Lluís Maria Sforza l'assalt de l'illa.

### La resistència d'Àvalos
Inútilment el 6 de juny del 1496, Lluís Sforza prova d'assaltar el castell, fet que seria recordat pel poeta Ludovico Ariosto. Ferran II torna de Sicília, premia Iñigo d'Avalos i a la ciutat d'Ischia, però el 7 d'octubre del 1496, mori, deixant els drets successoris al seu oncle Frederic qui no va gosar continuar la lluita contra França pel tron de Nàpols. Va deixar el govern del regne al general d'Aubigny i es va traslladar amb la seva família a Ischia.
Fa inscriure, en lletres daurades, sobre el frontispici de l'església del castell el següent text en llatí: «Quorum eximia servitia in omni tempore nostra fortuna elucescunt.»(En cap moment ens vam eximir de les nostres obligacions ni del nostre destí) Finalment Frederic és capturat i traslladat a França, però Lluís XII el tracta amb respecte, com si fos un amic, i Frederic escriu una carta a Íñigo perquè cedeixi l'illa al rei francès. D'Àvalos es nega a complir les ordres i, amb la seva germana Constança d'Avalos, es prepara a resistir l'atac dels francesos. Mori en batalla el 1503 i Constança continua amb la resistència durant 3 anys.
Vençuts els francesos, el regne de Nàpols va passar a mans de Ferran el Catòlic, qui agraït per la fidelitat demostrada, va confiar el govern d'Ischia a Costança d'Àvalos. Aquesta senyora es va fer envoltar de poetes i cavallers, transformant el castell en un centre de literats i artistes.[12] Ferran el Catòlic la va visitar el 1507. Després el regne de Nàpols el va heretar, la filla Joana. Constança va fer venir a l'illa el seu nebot Francesc Ferran d'Ávalos, fill del seu germà Iñigo, el qual es va casar el 27 de desembre del 1509 amb Vittoria Colonna, marquesa de Pescara.
Mort Francesc Ferran sense fills (1525), Ischia va passar a mans del seu cosí Alfons d'Avalos, marquès del Vasto. Pel gener del 1538 Alfons fou nomenat governador de la Llombardia i va deixar per sempre l'illa d'Ischia.

### El pirata Barba-roja
El 1535 Carles V va desembarcar a Nàpols per celebrar el triomf d'Alfons d'Àvalos, qui sota la muralla de Tunisia havia derrotat 150.000 turcs comandats per Khair ed-Din Barba-roja. Uns anys més tard (1544), aquest pirata es va venjar atacant Ischia: va devastar la població de Pansa i Forio i se'n va endur molts illencs com a esclaus.

## Geologia

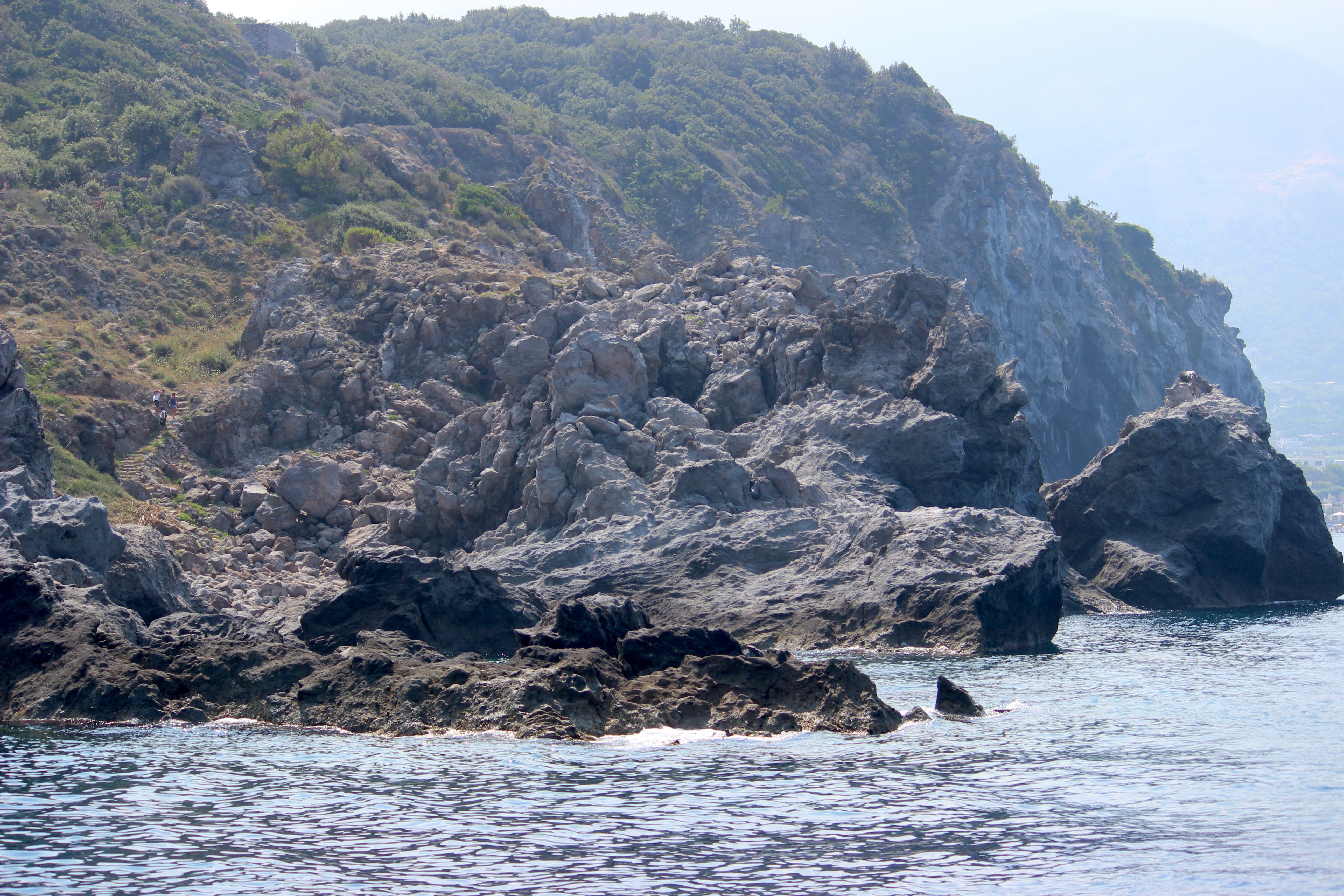
Punta Imperatore, del municipi de Forio, és el punt més occidental de l'illa i també de tot el golf de Nàpols.

Des del punt de vista geològic, l'illa d'Ischia és de caràcter volcànic, ja que es va formar a partir de diverses erupcions que van ocórrer en el lapse de fa uns 150.000 anys. La part més antiga de l'illa és la costa meridional, datable entre fa 147.000 i 100.000 anys, amb l'única excepció del Mont Vico al nord, que data de la mateixa època.
En canvi el Mont Epomeu, caracteritzat per un tipus de roca anomenada tuf verd, es va formar fa uns 130.000 anys. Cap al sud-oest estan les formacions rocalloses de Citara (sorgida fa 33.000 anys), Scarrupo di Panza (fa entre 29.000 i 24.000 anys), Faro di Punta Imperatore (fa 19.000 anys) i Campotese.
Després l'activitat volcànica es va desplaçar cap al nord-oest, amb gegants emanacions que van formar Zaro i Marecoppo fa 6.000 anys, que, a redós de Lacco Ameno, delimiten la Vall de Sant Montano. Al voltant de fa uns 5.000 anys, al sud-est, es va formar la Plana Liguori.
L'illa està en una zona sísmica, el darrer dels terratrèmols enregistrats va ser el 1881.

## Clima
En aquesta illa hi ha tres estacions meteorològiques, als municipis de; Barano d'Ischia, Casamicciola, Forio d'Ischia.
La particular forma de con, amb el Mont Epomeu al mig, han afavorit un clima temperat, tot i que durant el període d'hivern presenta reqüents canvis climàtics, de vegades dins del mateix dia. Els vents predominants varien segons l'estació de l'any: a l'hivern bufa preferentment el llebeig o una combinació de ponente-llebeig i el xaloc. Els vents predominants a l'estiu i la primavera són: la tramuntana i el gregal.
Igual comm els vents, la humitat varia: a l'hivern hi ha pluges freqüents i la humitat mitjana és del 63%, però els dies amb vents procedents dels quadrants septentrionals la humitat es redueix sensiblemente, sobretot a la primavera.

## Les aigües termals
Les aigües termals de l'illa d'Ischia ja eren conegudes i utilitzades a l'antiguitat, quan es van establir el primers colons grecs, els quals les feien servir per guarir malalties de la pell i ferides de guerra. S'han trobat també nombroses tauletes votives, d'època romana, a prop de la font de Nitrodi, a Barano d'Ischia on, a més hi ha les restes d'un temple dedicat a Apol·lo i la nimfa Nitrodi, protectora d'aquesta deu. Malgrat el seu ús provat pels escrits d'Estrabó i les tauletes, no s'ha trobat cap establiment de banys, com els de la ciutat de Roma. El metge calabrès, Giulio Iasolino, va donar al Renaixement un nou impuls a la teràpia termal recomanant als seus pacients que visitessin les fonts termals d'Ischia. A més en aquella època (s.XV) es va fer present un fenomen secundari del vulcanisme, les fumaroles, uns vapors sorgits de la terra que es consideraven beneficiosos per la pell. La fama de les aigües termals va perdurar en el temps i entre les persones conegudes que hi van anar a guarir-se consta el nom de: Giuseppe Garibaldi, després de la battalla d'Aspromonte, Camil·lo Benso comte de Cavour i Arturo Toscanini.

## Economia

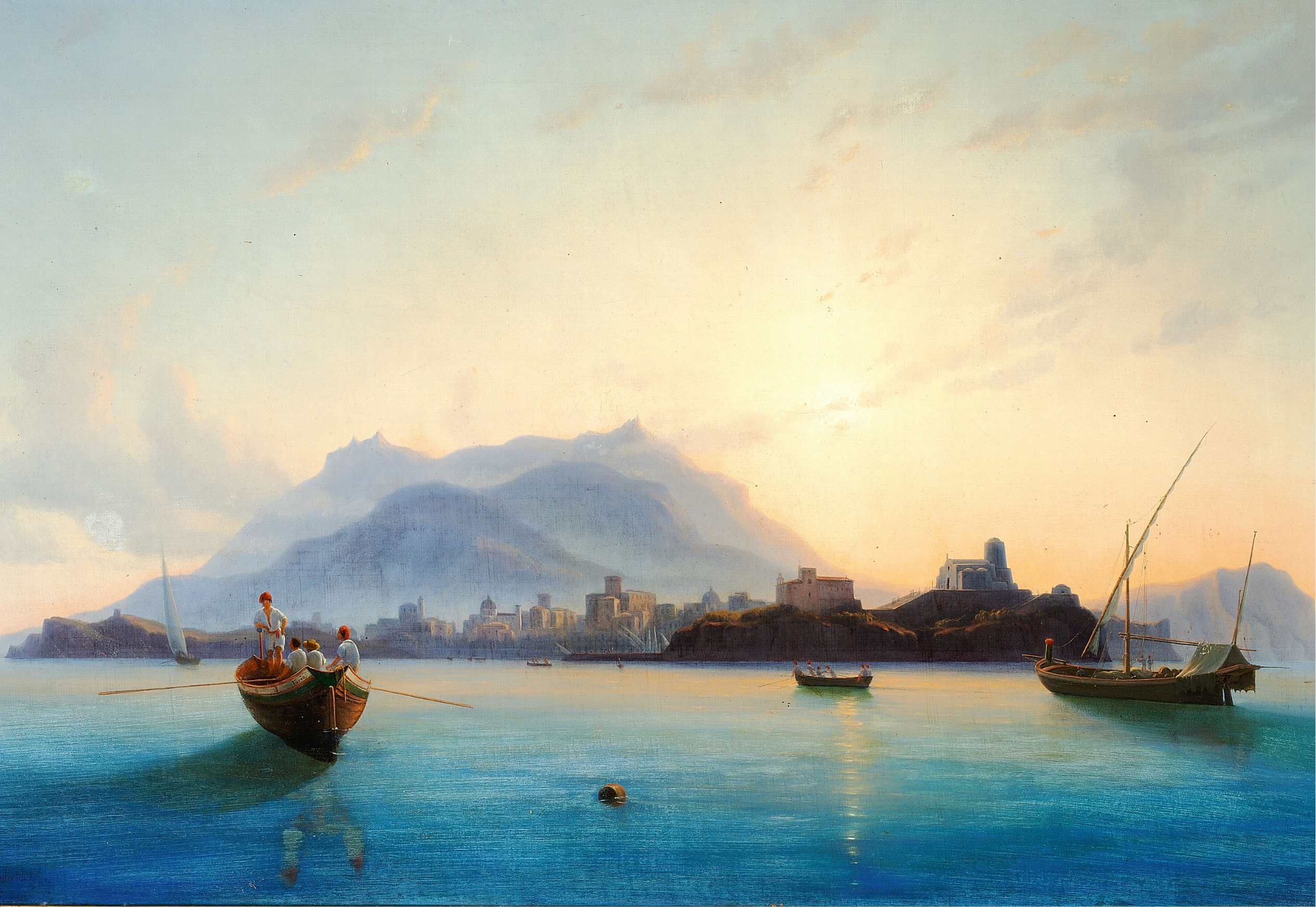
Els pescadors d'Ischia en una pintura del 1837 d'Edmund Hottenroth

El turisme és un dels sectors econòmics més importants a l'illa. En segon lloc està el sector pimari, amb les activitats agrícoles i pesqueres. El conreu de la vinya és de tradició molt antiga i l'elaboració de vi es fa seguint el mètode tradicional grec, que difereix de l'etrusc i de l'emprat al centre de la Campània. Als vessants muntanyencs s'han construït terrasses per aprofitar millor el terreny a aquest conreu. Des del 1500 el vi blanc produït a Ischia era exportat als principals mercats italians i també a la costa de Dalmàcia. Altres conreus de d'aquestes terres fèrtils són: oliveres, cítrics, cereals, castanyers, verdures i hortalisses.
La costa nord és favorable a la pesca mentre que la costa sud, amb una profunditat de més de 600 m, és menys propícia; això fa que la major part de la població de escadors resideixi al municipi d'Ischia. Hi ha, però, una àrea costanera amb restriccions de pesca per la Llei 394/91, és l'àrea protegida anomenada de Neptú.
Una altra font d'ingressos és el cinema, els directors italians i internacionals han escollit aquesta illa com a escenari de moltes pel·lícules.

## Monuments i llocs d'interès

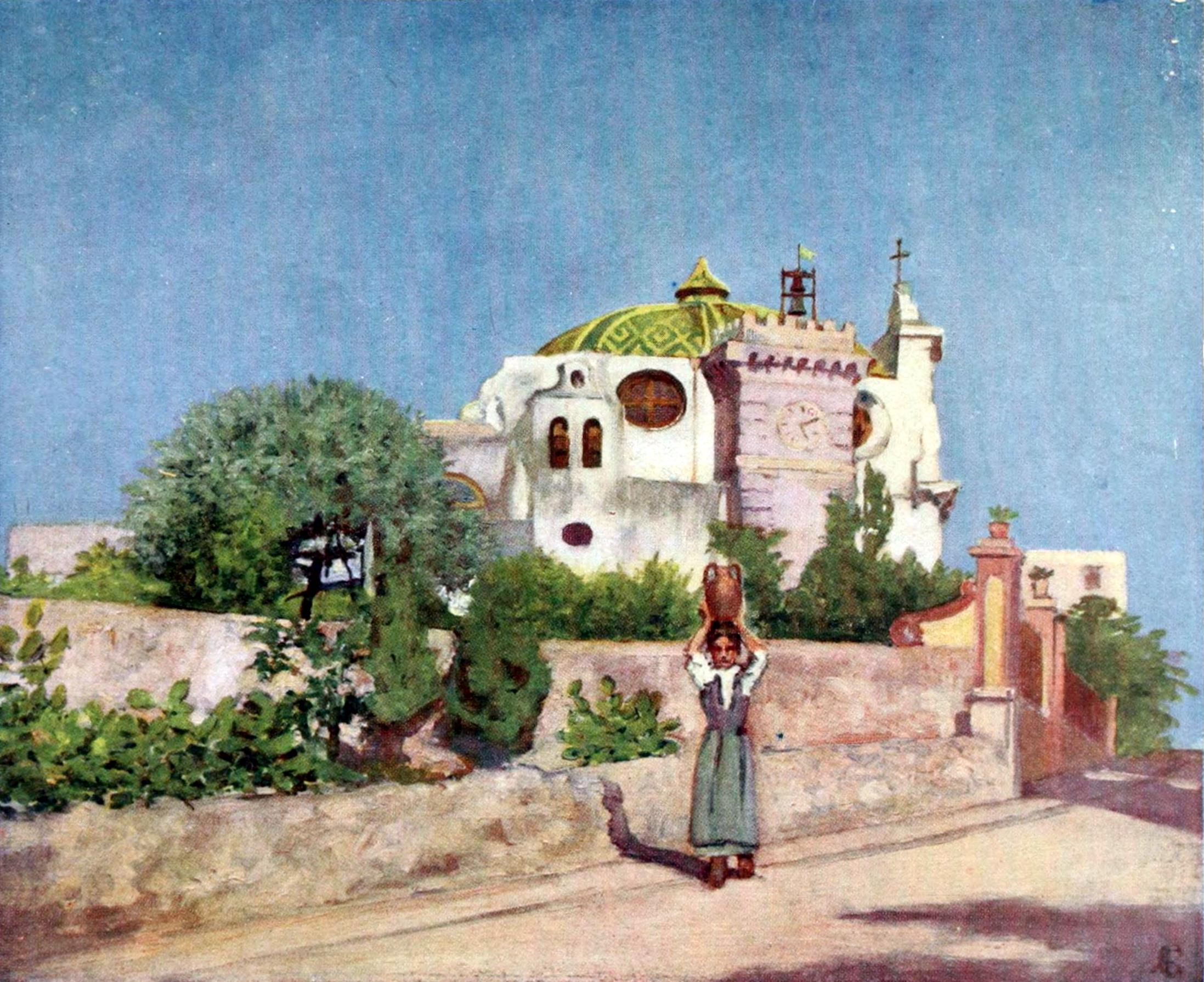
L'església de sant Pere a la ciutat d'Ischia

- Museu arqueològic de Lacco Ameno, situat a la vil·la "Arbusto".
- Museu jardí de Lady Walton, també anomenat La Mortella
- Castell Aragonès
- Torre de Guevara
- Jardí botànic Ravino, amb vegetació tropical i mediterrània a Forio